# 白井一行

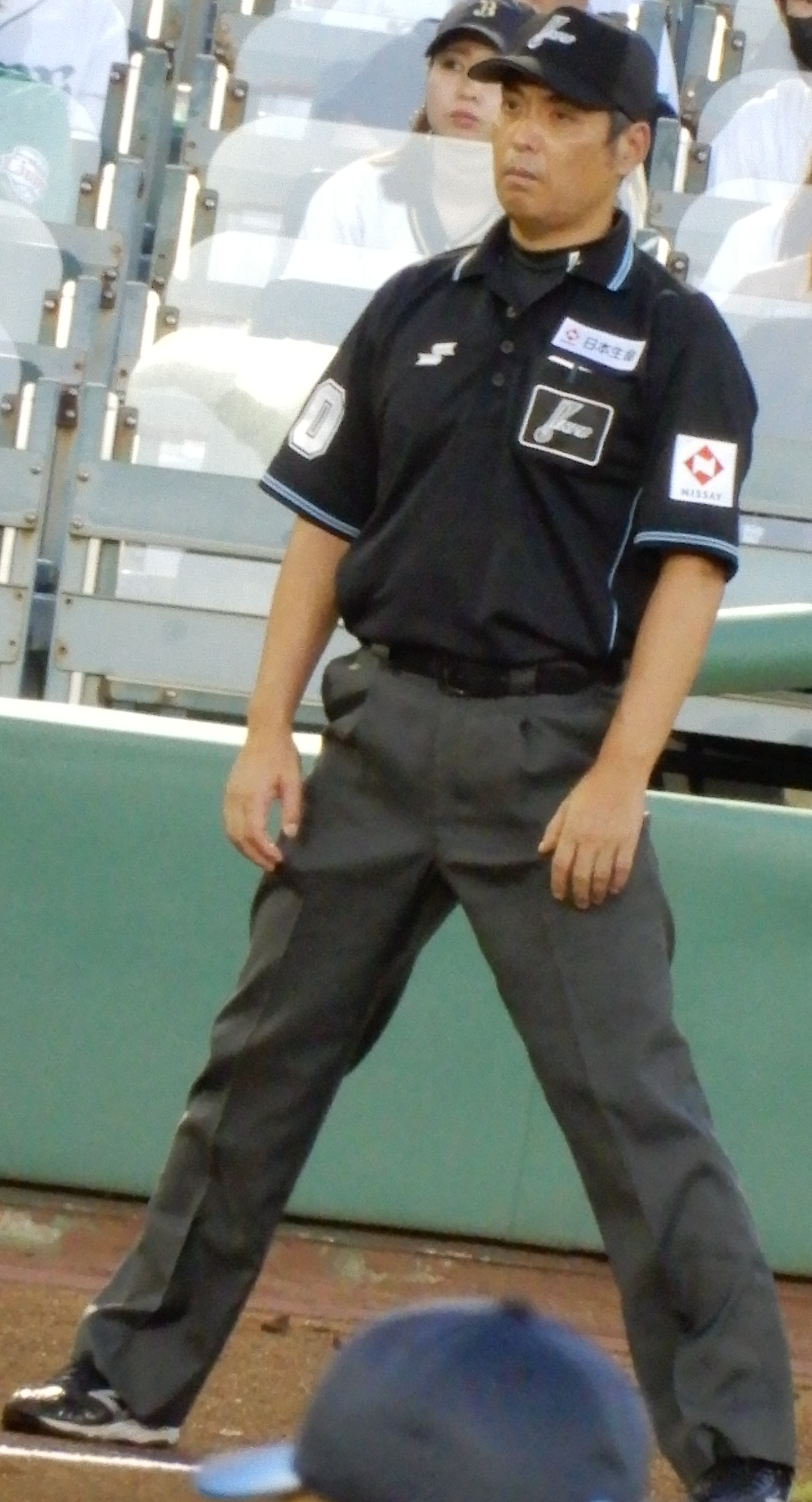
2023年9月5日、ほっともっとフィールド神戸にて

白井 一行（しらい かずゆき、1977年10月3日 - ）は、兵庫県明石市出身のプロ野球審判員である。日本野球機構審判部・関西支局に所属。審判員袖番号は「20」。

## 経歴
兵庫県立明石高等学校、甲賀総合科学専門学校を卒業後、1997年2月1日にパシフィック・リーグ審判部に入局。
2000年8月8日のオリックス・ブルーウェーブ（当時）対千葉ロッテマリーンズ（岡山県倉敷スポーツ公園野球場、現・倉敷マスカットスタジアム）にて初めて一軍戦の審判を務めた。
2002年、ウエスタン・リーグ優秀審判員として表彰を受ける。
2007年、オールスターゲームに初出場を果たし、第1戦（東京ドーム）で球審を務める。
2014年、日本シリーズ（阪神タイガース対福岡ソフトバンクホークス）に初出場を果たし、ソフトバンクが日本一を決めた第5戦（10月30日、ヤフオクドーム）で球審を務めている。
2015年、第1回WBSCプレミア12に派遣され、7試合に出場した。決勝戦では右翼外審を務めた。
2016年7月6日、オリックス・バファローズ対福岡ソフトバンクホークス11回戦（京セラドーム大阪）で二塁塁審を務め、史上124人目となる通算1000試合出場を達成した。
2021年9月18日、オリックス・バファローズ対埼玉西武ライオンズ22回戦（京セラドーム大阪）で球審を務め、史上98人目となる通算1500試合出場を達成した。

## 評価
2022年4月24日、オリックス・バファローズ対千葉ロッテマリーンズ戦で、2回裏に佐々木朗希が投じた外角直球をボールと判定し、違反ながらもマウンドを降りて本塁に近づいた佐々木に球審の白井はルールブックに従い、佐々木の居るマウンドへ詰め寄って警告をした。この際の白井の対応は賛否両論で、ワイドショーで取り上げられるほどとなった。

## 人物
- ストライクコールが非常に甲高いのが特徴で「審判の中で最も声が大きい」との理由で2018年に「審判員奨励賞」に選出されたこともある[3]。また、ストライクコールをする際に指で「K」の字を作る。AKB48のKが由来と本人が語っている[9]。ただし、2020年シーズンは指で「K」の字を作らなかった。
- 2011年シーズンのセ・パ審判業務統合により一部審判員の袖番号が変更されたが、白井は入局から一貫して20を着用している。
- NPBの現役審判員では最多の退場宣告数の記録を持つとされる[10]。OBを含めると山崎夏生の17度が歴代最多である。

## 審判出場記録
- 初出場：2000年8月8日、オリックス対ロッテ18回戦（倉敷）、三塁塁審。
- 出場試合数：1821試合
- オールスターゲーム出場：3回（2007年、2014年、2023年）
- 日本シリーズ出場：4回（2014年、2016年、2018年、2021年）

（記録は2024年シーズン終了時）

## 表彰
- ウエスタン・リーグ優秀審判員：1回（2002年）
- 審判員奨励賞：1回（2018年）

（記録は2022年シーズン終了時）